# Situmandala
Situmandala is een bestuurslaag in het regentschap Ciamis van de provincie West-Java, Indonesië. Situmandala telt 6328 inwoners (volkstelling 2010).